# Theridion melanosternon
Theridion melanosternon là một loài nhện trong họ Theridiidae.
Loài này thuộc chi Theridion. Theridion melanosternon được Cândido Firmino de Mello-Leitão miêu tả năm 1947.